# Leichtathletik-U23-Südamerikameisterschaften 2018
Die 8. Leichtathletik-U23-Südamerikameisterschaften fanden vom 29. bis zum 30. September 2018 in der ecuadorianischen Stadt Cuenca statt, womit Ecuador erstmals Ausrichter der U23-Meisterschaften war.

## Ergebnisse

### Männer

#### 100 m
| Platz | Athlet           | Land | Zeit (s) |
| ----- | ---------------- | ---- | -------- |
| 1     | Derick Silva     | BRA  | 10,17 CR |
| 2     | Otilio Rosa      | ARG  | 10,50    |
| 3     | Ignacio Nordetti | CHI  | 10,60    |
| 4     | David Vivas      | VEN  | 10,68    |
| 5     | Luis Arizala     | COL  | 10,76    |
| 6     | Pablo Zuliani    | ARG  | 10,77    |
| 7     | Steeven Salas    | ECU  | 10,84    |
| 8     | Fabrizio Mautino | PER  | 10,87    |

Datum: 29. September
Wind: +0,3 m/s

#### 200 m
| Platz        | Athlet         | Land | Zeit (s) |
| ------------ | -------------- | ---- | -------- |
| 1            | Otilio Rosa    | ARG  | 21,06    |
| 2            | Carlos Perlaza | ECU  | 21,13    |
| 3            | Enzo Faulbaum  | CHI  | 21,20    |
| 4            | Luis Iriarte   | PER  | 21,87    |
| 5            | Valentin Della | ARG  | 22,18    |
|              | David Vivas    | VEN  | DNS      |
| Derick Silva | BRA            | DNS  |          |
| Nilo Duré    | PAR            | DNS  |          |

Datum: 30. September
Wind: −1,9 m/s

#### 400 m
| Platz | Athlet                  | Land | Zeit (s) |
| ----- | ----------------------- | ---- | -------- |
| 1     | Anthony Zambrano        | COL  | 45,19 CR |
| 2     | Alison dos Santos       | BRA  | 45,97    |
| 3     | Bruno Benedito Da Silva | BRA  | 46,23    |
| 4     | Elián Larregina         | ARG  | 46,54    |
| 5     | Kelvis Padrino          | VEN  | 46,96    |
| 6     | David Cetre             | ECU  | 47,13    |
| 7     | Carlos Perlaza          | ECU  | 47,64    |

Datum: 29. September

#### 800 m
| Platz | Athlet             | Land | Zeit (min) |
| ----- | ------------------ | ---- | ---------- |
| 1     | Matheus Pessoa     | BRA  | 1:49,67    |
| 2     | Marco Vilca        | PER  | 1:50,52    |
| 3     | Rafael Muñoz       | CHI  | 1:51,10    |
| 4     | Jean Jácome        | ECU  | 1:53,30    |
| 5     | Josué Fernández    | COL  | 1:53,39    |
| 6     | Carlos Arellano    | ECU  | 1:54,14    |
| 7     | Julián Gaviola     | ARG  | 1:55,24    |
| 8     | José Antonio Maita | VEN  | 1:55,72    |

Datum: 30. September

#### 1500 m
| Platz | Athlet           | Land | Zeit (min) |
| ----- | ---------------- | ---- | ---------- |
| 1     | Carlos Hernández | COL  | 3:59,47    |
| 2     | Cleber Cisneros  | PER  | 4:00,66    |
| 3     | Diego Uribe      | CHI  | 4:01,21    |
| 4     | Santiago Catrofe | URU  | 4:01,64    |
| 5     | Carlos Arellano  | ECU  | 4:03,59    |
| 6     | Ryan López       | VEN  | 4:03,62    |
| 7     | Limber Apaza     | BOL  | 4:06,09    |
| 8     | Diego Lacamoire  | ARG  | 4:07,30    |

Datum. 29. September

#### 5000 m
| Platz | Athlet            | Land | Zeit (min) |
| ----- | ----------------- | ---- | ---------- |
| 1     | Yuri Labra        | PER  | 14:57,61   |
| 2     | Vidal Basco       | BOL  | 14:59,49   |
| 3     | Paúl Ramírez      | PER  | 14:59,85   |
| 4     | Cristián Moreno   | COL  | 15:22,08   |
| 5     | Juan Carlos Huiza | BOL  | 15:26,39   |
| 6     | Diego Uribe       | CHI  | 15:28,87   |
| 7     | Brayan Revelo     | ECU  | 15:40,14   |
| 8     | Erick Alcivar     | ECU  | 15:56,72   |

Datum: 30. September

#### 10.000 m
| Platz | Athlet            | Land | Zeit (min) |
| ----- | ----------------- | ---- | ---------- |
| 1     | Vidal Basco       | BOL  | 31:14,72   |
| 2     | Yuri Labra        | PER  | 31:56,16   |
| 3     | Juan Carlos Huiza | BOL  | 31:59,52   |
| 4     | Paul Ramírez      | PER  | 32:50,63   |
| 5     | Erick Alcivar     | ECU  | 34:42,32   |
| 6     | Cristian Conteron | ECU  | 35:00,71   |

Datum: 29. September

#### 20.000 m Gehen
| Platz | Athlet                  | Land | Zeit (h) |
| ----- | ----------------------- | ---- | -------- |
| 1     | César Augusto Rodríguez | PER  | 1:24:51  |
| 2     | Jhonatan Amores         | ECU  | 1:25:12  |
| 3     | Paolo Yurivilca         | PER  | 1:25:44  |
| 4     | Xavier Mena             | ECU  | 1:27:42  |

Datum: 29. September

#### 110 m Hürden (99 cm)
| Platz | Athlet                  | Land | Zeit (s) |
| ----- | ----------------------- | ---- | -------- |
| 1     | Rafael Henrique Pereira | BRA  | 13,76    |
| 2     | Fanor Escobar           | COL  | 14,02    |
| 3     | Juan Pablo Germaín      | CHI  | 14,12    |
| 4     | Marcos Herrera          | ECU  | 14,17    |
| 5     | Mauricio Garrido        | PER  | 14,36    |
| 6     | Eric Espinoza           | ECU  | 15,53    |

Datum: 29. September 
Wind: +1,2 m/s

#### 400 m Hürden
| Platz | Athlet                  | Land | Zeit (s) |
| ----- | ----------------------- | ---- | -------- |
| 1     | Alison dos Santos       | BRA  | 50,56    |
| 2     | Mikael Antonio de Jesus | BRA  | 51,13    |
| 3     | Ian Corozo              | ECU  | 51,92    |
| 4     | Kevin Mina              | COL  | 52,34    |
| 5     | Damián Moretta          | ARG  | 52,86    |
| 6     | Francisco Guerrero      | ECU  | 53,34    |
|       | Fanor Escobar           | COL  | DNF      |

Datum: 30. September

#### 3000 m Hindernis
| Platz | Athlet             | Land | Zeit (min) |
| ----- | ------------------ | ---- | ---------- |
| 1     | Diego Arévalo      | ECU  | 9:24,61    |
| 2     | Limber Apaza       | BOL  | 9:27,50    |
| 3     | Yonathan Ichiparra | PER  | 9:35,66    |
|       | Gersón Montes      | ECU  | DNS        |

Datum: 30. September

#### 4 × 100 m Staffel
| Platz | Land        | Athleten                                                        | Zeit (min) |
| ----- | ----------- | --------------------------------------------------------------- | ---------- |
| 1     | Kolumbien   | Fanor Escobar Anthony Zambrano Luis Arizala Jhonny Rentería     | 40,08      |
| 2     | Chile       | Ignacio Nordetti Enzo Faulbaum Andrés Steuer Juan Pablo Germaín | 40,60      |
| 3     | Ecuador     | Steven Charcopa Carlos Perlaza Anderson Marquinez Steeven Salas | 41,09      |
| 4     | Argentinien | Damián Moretta Pablo Zuliani Valentin Della Otilio Rosa         | 41,19      |
| 5     | Peru        | Marco Vilca Luis Iriarte Mauricio Garrido Fabrizio Mautino      | 42,52      |

Datum: 29. September

#### 4 × 400 m Staffel
| Platz | Land        | Athleten                                                                         | Zeit (min) |
| ----- | ----------- | -------------------------------------------------------------------------------- | ---------- |
| 1     | Kolumbien   | Luis Arizala Nicolás Salinas Kevin Mina Anthony Zambrano                         | 3:09,77    |
| 2     | Brasilien   | Rafael Henrique Pereira Matheus Pessoa Alison dos Santos Bruno Benedito da Silva | 3:09,90    |
| 3     | Ecuador     | Damian Carcelen Kenny León Carlos Perlaza David Cetre                            | 3:13,17    |
| 4     | Argentinien | Damián Moretta Julián Gaviola Otilio Rosa Elián Larregina                        | 3:18,23    |
| 5     | Chile       | Juan Pablo Germaín Rafael Muñoz Enzo Faulbaum Ignacio Nordetti                   | 3:20,89    |

Datum: 30. September

#### Hochsprung
| Platz | Athlet              | Land | Höhe (m) |
| ----- | ------------------- | ---- | -------- |
| 1     | Jorge Luis da Graça | BRA  | 2,10     |
| 2     | Andy Preciado       | ECU  | 2,05     |
| 3     | Claudio da Silva    | BRA  | 2,05     |
| 4     | Jessie Corozo       | ECU  | 1,95     |
| 5     | Francisco Moraga    | CHI  | 1,95     |
| 6     | Sebastián Martin    | CHI  | 1,85     |
| 7     | Diego Schmith       | PAR  | 1,80     |

Datum: 29. September

#### Stabhochsprung
| Platz | Athlet            | Land | Höhe (m) |
| ----- | ----------------- | ---- | -------- |
| 1     | Bruno Spinelli    | ARG  | 5,20     |
| 2     | Pablo Chaverra    | COL  | 5,20     |
| 3     | Dyander Pacho     | ECU  | 5,10     |
| 4     | José Pacho        | ECU  | 5,00     |
| 5     | José Gutiérrez    | PER  | 4,90     |
| 6     | Eduardo Martin    | CHI  | 4,70     |
| 7     | Sebastián Martin  | CHI  | 4,60     |
|       | Martin Castañares | URU  | NM       |

Datum: 30. September

#### Weitsprung
| Platz | Athlet           | Land | Weite (m) |
| ----- | ---------------- | ---- | --------- |
| 1     | Samory Fraga     | BRA  | 7,42      |
| 2     | Fabrizio Mautino | PER  | 7,26      |
| 3     | Brian López      | ARG  | 7,25 w    |
| 4     | Matías González  | CHI  | 7,13      |
|       | Kevin Canchingre | ECU  | DNS       |
|       | Bryan Castro     | ECU  | DNS       |

Datum: 29. September

#### Dreisprung
| Platz | Athlet        | Land | Weite (m) |
| ----- | ------------- | ---- | --------- |
| 1     | Ulisses Costa | BRA  | 15,87     |
| 2     | Geiner Moreno | COL  | 15,76     |
| 3     | Frixon Chila  | ECU  | 15,69     |
| 4     | José Álvarez  | ARG  | 15,34     |
|       | Samory Fraga  | BRA  | DNS       |

Datum: 30. September

#### Kugelstoßen
| Platz | Athlet                | Land | Weite (m) |
| ----- | --------------------- | ---- | --------- |
| 1     | Welington Morais      | BRA  | 19,85     |
| 2     | José Miguel Ballivián | CHI  | 17,46     |
| 3     | Saymon Hoffmann       | BRA  | 16,59     |
| 4     | Eduardo Espín         | ECU  | 16,48     |
| 5     | Sebastián Lazen       | CHI  | 16,35     |
| 6     | Peter Ortiz           | ECU  | 14,67     |

Datum: 29. September

#### Diskuswurf
| Platz | Athlet                  | Land | Weite (m) |
| ----- | ----------------------- | ---- | --------- |
| 1     | Cleverson Oliveira      | BRA  | 52,80     |
| 2     | Wellinton da Cruz Filho | BRA  | 52,29     |
| 3     | José Miguel Ballivián   | CHI  | 52,11     |
| 4     | Claudio Romero          | CHI  | 50,65     |
| 5     | Eduardo Espín           | ECU  | 44,65     |
| 6     | Gerson Ramírez          | COL  | 42,81     |
|       | Andy Preciado           | ECU  | DNS       |

Datum: 30. September

#### Hammerwurf
| Platz | Athlet            | Land | Weite (m)   |
| ----- | ----------------- | ---- | ----------- |
| 1     | Humberto Mansilla | CHI  | 76,87 CR NR |
| 2     | Joaquín Gómez     | ARG  | 75,96       |
| 3     | Gabriel Kehr      | CHI  | 74,31       |
| 4     | Xavier Colmenarez | VEN  | 58,41       |
| 5     | Cristián Suárez   | ECU  | 58,30       |
| 6     | Estalyn Rodríguez | ECU  | 57,99       |

Datum: 29. September

#### Speerwurf
| Platz | Athlet                   | Land | Weite (m) |
| ----- | ------------------------ | ---- | --------- |
| 1     | Francisco Muse           | CHI  | 76,91     |
| 2     | Pedro Luiz Barros        | BRA  | 76,32     |
| 3     | Pedro Henrique Rodrigues | BRA  | 71,57     |
| 4     | Billi Julio              | VEN  | 67,15     |
| 5     | Jorge Luis Velasquez     | COL  | 64,72     |
| 6     | William Torres           | ECU  | 63,60     |
|       | Carlos Tuares            | ECU  | DNS       |

Datum: 30. September

#### Zehnkampf
| Platz | Athlet               | Land | Weite (m) |
| ----- | -------------------- | ---- | --------- |
| 1     | Sergio Pandiani      | ARG  | 7119      |
| 2     | César Jofre          | CHI  | 6873      |
| 3     | Luiz Henrique Santos | BRA  | 6772      |
| 4     | Anderson Gordillo    | ECU  | 6104      |

Datum: 29./30. September

### Frauen

#### 100 m
| Platz | Athletin              | Land | Zeit (s) |
| ----- | --------------------- | ---- | -------- |
| 1     | Ángela Tenorio        | ECU  | 11,09 CR |
| 2     | Vitória Cristina Rosa | BRA  | 11,17    |
| 3     | Anahí Suárez          | ECU  | 11,50    |
| 4     | Evelin Rivera         | COL  | 11,78    |
| 5     | Kenisha Phillips      | GUY  | 11,91    |
| 6     | Gabriela Delgado      | PER  | 11,96    |
| 7     | Shelsy Romero         | COL  | 11,99    |
| 8     | Javiera Cañas         | CHI  | 12,02    |

Datum: 29. September
Wind: +1,0 m/s

#### 200 m
| Platz | Athletin              | Land | Zeit (s) |
| ----- | --------------------- | ---- | -------- |
| 1     | Vitória Cristina Rosa | BRA  | 23,04 CR |
| 2     | Anahí Suárez          | ECU  | 23,44    |
| 3     | Evelin Rivera         | COL  | 23,69    |
| 4     | Martina Weil          | CHI  | 23,78 PB |
| 5     | Virginia Villalba     | BRA  | 23,87    |
| 6     | Kenisha Phillips      | GUY  | 24,69    |
| 7     | Guillermina Cossio    | ARG  | 24,83    |
|       | Gabriela Delgado      | PER  | DNS      |

Datum: 30. September 
Wind: −0,1 m/s

#### 400 m
| Platz | Athletin          | Land | Zeit (s) |
| ----- | ----------------- | ---- | -------- |
| 1     | Martina Weil      | CHI  | 52,60 NR |
| 2     | Tiffani Marinho   | BRA  | 52,95    |
| 3     | Eliana Chávez     | COL  | 53,11    |
| 4     | Noelia Martínez   | ARG  | 54,22    |
| 5     | Damaris Palomeque | COL  | 55,47    |
| 6     | Virginia Villalba | ECU  | 56,17    |
| 7     | Pamela Milano     | VEN  | 56,85    |
| 8     | Coraima Cortez    | BRA  | 58,39    |

Datum: 29. September

#### 800 m
| Platz | Athletin         | Land | Zeit (min) |
| ----- | ---------------- | ---- | ---------- |
| 1     | Johana Arrieta   | COL  | 2:09,65    |
| 2     | Martina Escudero | ARG  | 2:13,42    |
| 3     | Carolina Lozano  | ARG  | 2:15,38    |
| 4     | Berdine Castillo | CHI  | 2:17,07    |
| 5     | Irene Navarrete  | ECU  | 2:18,84    |
| 6     | Valeria Cali     | ECU  | 2:23,93    |
|       | Pamela Milano    | VEN  | DNS        |

Datum: 30. September

#### 1500 m
| Platz | Athletin          | Land | Zeit (min) |
| ----- | ----------------- | ---- | ---------- |
| 1     | Micaela Levaggi   | ARG  | 4:31,60    |
| 2     | Katerine Tisalema | ECU  | 4:31,88    |
| 3     | Saida Meneses     | PER  | 4:33,53    |
| 4     | Carolina Lozano   | ARG  | 4:48,58    |
| 5     | Irene Navarrete   | ECU  | 4:59,42    |

Datum: 30. September

#### 5000 m
| Platz | Athletin            | Land | Zeit (min) |
| ----- | ------------------- | ---- | ---------- |
| 1     | Saida Meneses       | PER  | 17:20,54   |
| 2     | Sheyla Eulogio      | PER  | 17:58,99   |
| 3     | Lizbeth Vicuna      | ECU  | 18:10,46   |
| 4     | Deysi Cabrera       | BOL  | 18:10,85   |
| 5     | María Montoya       | COL  | 18:15,64   |
| 6     | Damaris Díaz        | ECU  | 18:17,03   |
| 7     | Ana María Cifuentes | COL  | 18:53,53   |
|       | Micaela Levaggi     | ARG  | DNF        |

Datum: 30. September

#### 10.000 m
| Platz | Athletin        | Land | Zeit (min) |
| ----- | --------------- | ---- | ---------- |
| 1     | Thalía Valdivia | PER  | 36:58,03   |
| 2     | Sheyla Eulogio  | PER  | 38:18,86   |
| 3     | María Montoya   | COL  | 38:25,89   |
| 4     | Erika Pilicita  | ECU  | 39:15,99   |
| 5     | Damaris Díaz    | ECU  | 40:12,23   |

Datum: 29. September

#### 20.000 m Gehen
| Platz | Athlet             | Land | Zeit (min) |
| ----- | ------------------ | ---- | ---------- |
| 1     | Leyde Guerra       | PER  | 1:32:12 CR |
| 2     | Karla Jaramillo    | ECU  | 1:35:43    |
| 3     | Mishell Semblantes | ECU  | 1:43:33    |
| 4     | Anastasia Sanzana  | CHI  | 1:51:36    |

Datum: 29. September

#### 100 m Hürden
| Platz | Athletin         | Land | Zeit (s) |
| ----- | ---------------- | ---- | -------- |
| 1     | Micaela de Mello | BRA  | 13,31 CR |
| 2     | Maribel Caicedo  | ECU  | 13,54    |
| 3     | Triana Alonso    | PER  | 14,09    |
| 4     | Génesis Cabezas  | ECU  | 14,26    |
| 5     | Yoveini Mota     | VEN  | 17,68    |

Datum: 29. September
Wind: −1,4 m/s

#### 400 m Hürden
| Platz | Athletin          | Land | Zeit (s) |
| ----- | ----------------- | ---- | -------- |
| 1     | Fiorella Chiappe  | ARG  | 56,25 CR |
| 2     | Chayenne da Silva | BRA  | 59,21    |
| 3     | Marlene Santos    | BRA  | 59,52    |
| 4     | Marina Poroso     | ECU  | 59,86    |
| 5     | Andreina Minda    | ECU  | 66,09    |

Datum. 30. September

#### 3000 m Hindernis
| Platz | Athletin          | Land | Zeit (min) |
| ----- | ----------------- | ---- | ---------- |
| 1     | Katerine Tisalema | ECU  | 10:45,80   |
| 2     | Rina Cjuro        | PER  | 10:47,25   |
| 3     | Erika Pilicita    | ECU  | 11:18,41   |
| 4     | Clara Baiocchi    | ARG  | 11:40,38   |
| 5     | Elizabeth Ortiz   | PER  | 12:01,50   |

Datum: 30. September

#### 4 × 100 m Staffel
| Platz | Land      | Athleten                                                      | Zeit (s) |
| ----- | --------- | ------------------------------------------------------------- | -------- |
| 1     | Ecuador   | Katherine Chillambo Ángela Tenorio Marina Poroso Anahí Suárez | 44,18 CR |
| 2     | Chile     | Poulette Cardoch Martina Weil María Montt Javiera Cañas       | 45,55    |
| 3     | Kolumbien | Shelsy Romero Damaris Palomeque Eliana Chávez Evelin Rivera   | 45,57    |
| 4     | Peru      | Giara Garate Triana Alonso Brenda Galeano Gabriela Delgado    | 46,34    |
| 5     | Paraguay  | Briza Dure Silvana Cáceres Ruth Báez Xenia Hiebert            | 47,43    |

Datum: 29. September

#### 4 × 400 m Staffel
| Platz | Land        | Athleten                                                             | Zeit (min) |
| ----- | ----------- | -------------------------------------------------------------------- | ---------- |
| 1     | Kolumbien   | Lina Licona Johana Arrieta Damaris Palomeque Eliana Chávez           | 3:35,50 CR |
| 2     | Brasilien   | Marlene Santos Micaela de Mello Chayenne da Silva Tiffani Marinho    | 3:42,38    |
| 3     | Ecuador     | Andreina Minda Coraima Cortez Marina Poroso Virginia Villalba        | 3:43,91    |
| 4     | Chile       | Poulette Cardoch Berdine Castillo Martina Weil María Montt           | 3:44,82    |
| 5     | Argentinien | Guillermina Cossio Noelia Martínez Martina Escudero Fiorella Chiappe | 3:45,67    |

Datum: 30. September

#### Hochsprung
| Platz | Athletin               | Land | Höhe (m) |
| ----- | ---------------------- | ---- | -------- |
| 1     | María Fernanda Murillo | COL  | 1,80     |
| 2     | Victoria Rozas         | CHI  | 1,73     |
| 3     | Kenia Briones          | ECU  | 1,70     |

Datum. 30. September

#### Stabhochsprung
| Platz | Athletin              | Land | Höhe (m) |
| ----- | --------------------- | ---- | -------- |
| 1     | Juliana Campos        | BRA  | 4,40 CR  |
| 2     | Stefany Castillo      | COL  | 4,20     |
| 3     | Nicole Hein           | PER  | 4,00     |
| 3     | Isabel de Quadros     | BRA  | 4,00     |
| 5     | Fernanda Carabias     | CHI  | 3,60     |
|       | Ana Gabriela Quiñónez | ECU  | DNS      |

Datum: 29. September

#### Weitsprung
| Platz | Athletin       | Land | Weite (m) |
| ----- | -------------- | ---- | --------- |
| 1     | Aries Sánchez  | VEN  | 6,42 CR   |
| 2     | Mirieli Santos | BRA  | 6,04      |
| 3     | Letícia Melo   | BRA  | 5,94      |
| 4     | Valeria Quispe | BOL  | 5,85      |
| 5     | Ruth Sanmoogan | GUY  | 5,74 w    |
| 6     | Brenda Galeano | PER  | 5,74 w    |
| 7     | Yaikier Cortez | ECU  | 5,36      |
| 8     | Adriana Chila  | ECU  | 5,36      |

Datum. 30. September

#### Dreisprung
| Platz | Athletin       | Land | Weite (m) |
| ----- | -------------- | ---- | --------- |
| 1     | Mirieli Santos | BRA  | 13,34     |
| 2     | Adriana Chila  | ECU  | 13,06 w   |
| 3     | Valeria Quispe | BOL  | 12,79     |
| 4     | Kiara Lastra   | ECU  | 12,22     |

Datum: 29. September

#### Kugelstoßen
| Platz | Athletin              | Land | Weite (m) |
| ----- | --------------------- | ---- | --------- |
| 1     | Amanda Scherer        | BRA  | 15,68     |
| 2     | Ailén Armada          | ARG  | 15,58     |
| 3     | Yerlín Palacios       | COL  | 14,96     |
| 4     | Ana Caroline da Silva | BRA  | 14,26     |
| 5     | Jessica Molina        | ECU  | 12,67     |
| 6     | Iara Capurro          | ARG  | 12,12     |
| 7     | Catalina Bravo        | CHI  | 10,49     |
|       | Ginger Quintero       | ECU  | DNS       |

Datum: 30. September

#### Diskuswurf
| Platz | Athletin         | Land | Weite (m) |
| ----- | ---------------- | ---- | --------- |
| 1     | Ailén Armada     | ARG  | 54,40     |
| 2     | Valquiria Meurer | BRA  | 52,04     |
| 3     | Yerlín Palacios  | COL  | 48,50     |
| 4     | Iara Capurro     | ARG  | 47,98     |
| 5     | Catalina Bravo   | CHI  | 46,91     |
| 6     | Merari Herrera   | ECU  | 43,40     |
| 7     | Marjorie Moya    | ECU  | 38,71     |

Datum: 29. September

#### Hammerwurf
| Platz | Athletin             | Land | Weite (m) |
| ----- | -------------------- | ---- | --------- |
| 1     | Mayra Gaviria        | COL  | 62,10     |
| 2     | Ximena Zorrilla      | PER  | 61,84     |
| 3     | Mariana García       | CHI  | 61,59     |
| 4     | Ana Lays Bayer       | BRA  | 60,21     |
| 5     | Jessica Molina       | ECU  | 52,03     |
| 6     | Carolina Calahorrano | ECU  | 45,81     |

Datum. 30. September

#### Speerwurf
| Platz | Athletin       | Land | Weite (m) |
| ----- | -------------- | ---- | --------- |
| 1     | Laura Paredes  | PAR  | 55,59     |
| 2     | Juleisy Ángulo | ECU  | 54,95     |
| 3     | Merly Palacios | COL  | 52,98     |
| 4     | Linda Gonzales | ECU  | 44,87     |

Datum: 29. September

#### Siebenkampf
| Platz | Athletin                | Land | Punkte |
| ----- | ----------------------- | ---- | ------ |
| 1     | Martha Araújo           | COL  | 5818   |
| 2     | Jenifer Nicole Norberto | BRA  | 5290   |
| 3     | Keiverlyn González      | VEN  | 4905   |
| 4     | Francisca Valencia      | CHI  | 4846   |
| 5     | Rocío Chaparro          | PAR  | 4491   |
| 6     | Alexia Ramírez          | PER  | 4443   |

Datum: 29./30. September

## Abkürzungen
- WR = Weltrekord
- WU20R = U20-Weltrekord
- OR = olympischer Rekord
- YOR = olympischer Jugendrekord
- AR = Kontinentalrekord
- AU20R = U20-Kontinentalrekord
- NR = nationaler Rekord
- NU20R = nationaler U20-Rekord
- CR = Meisterschaftsrekord
- MR = Veranstaltungsrekord
- WB = Weltbestleistung
- WU20B = U20-Weltbestleistung
- WU18B = U18-Weltbestleistung
- AB = Kontinentalbestleistung
- AU20B = U20-Kontinentalbestleistung
- AU18B = U18-Kontinentalbestleistung
- NB = nationale Bestleistung
- NU20B = nationale U20-Bestleistung
- NU18B = nationale U18-Bestleistung
- PB = persönliche Bestleistung
- SB = persönliche Saisonbestleistung
- QB = Qualifikationsbestleistung
- WL = Weltjahresbestleistung
- WU20L = U20-Weltjahresbestleistung
- WU18L = U18-Weltjahresbestleistung
- DSQ = disqualifiziert (engl. Disqualified)
- DNS = Wettkampf nicht angetreten (engl. Did Not Start)
- DNF = Wettkampf nicht beendet (engl. Did Not Finish)